# النقاب في مصر

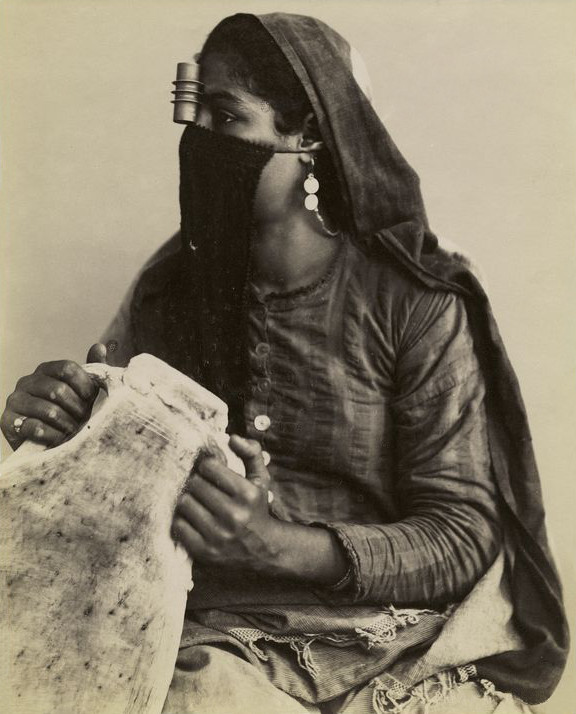
امرأة مصرية في عام 1860

منذ الفتح الإسلامي والنقاب في مصر معروف بين النساء حيث أنه على مدار قرون ظلت النساء المسلمات منتقبات ولم يكن هناك إنتشار لمظاهر السفور حتى بداية حركة قاسم أمين (تحرير المرأة) وتبعه بعدها هدى شعراوي أول امرأة مصرية تخلع النقاب.
مصر في العصر الحديث مجتمع يغلب عليه الطابع الإسلامي، يرتدي ما يصل إلى 90 في المائة من النساء في مصر شكلا من أشكال الحجاب. وتغطي أغلبية النساء المصريات شعرهن على الأقل بالحجاب. و«الحجاب» يشير إلى غطاء الرأس الذي ترتديه النساء المسلمات.
على الرغم من أن ظاهرة ارتداء النقاب، أي الحجاب الذي يغطي الوجه ليست شائعة في الوقت الحالي، فقد أصبح النقاب في مصر أكثر انتشارا. وفي حين أن البعض من النساء في مصر يرتدون نقابا أسود مع عباية سوداء، كما هو الحال في بلدان مثل المملكة العربية السعودية، فإن الكثيرات يختارن ارتداء ألوان مختلفة من «النقاب» أو التلاعب «بالحجاب» لتغطية وجههم. وبغض النظر عن ذلك، فإن الاتجاه المتنامي ل «المنتقبات»، أو النساء اللواتي يرتدن «النقاب»، قد أثار قلق السلطات. وقد بدأوا يرون هذا اللباس تهديداً أمنياً، لأنه يخفي الوجه، ولأنه ينظر إليه على أنه بيان سياسي، ورفض الدولة لصالح نظام إسلامي صارم.
ويبدو أن الجدل حول «النقاب» قد ظهر في تاريخ مصر الحديث. وعلى وجه الخصوص، في 2009، عندما حظر محمد سيد طنطاوي في جامعة الأزهر، ارتداء «النقاب» في جميع الفصول الدراسية والمدارس والمعاهد التعليمية التابعة بعد واقعة إجباره طالبة على خلع النقاب.

## النقاب خلال أوائل القرن العشرين
لم يكن حجاب المسلمات بما في ذلك النقاب وتغطية وجه المرأة عن الأجانب محل جدل بين المسلمين، بل هو من الأمور المسلَّمة ومتعارف عليه في المجتمع المصري. يظهر ذلك بوضوح أثناء الحملة الفرنسية على مصر وتم توثيقه في كتاب وصف مصر حيث قال: «النساء ‌في ‌كل ‌الظروف ‌لا ‌يخرجن ‌مطلقًا ‌سافرات ‌الوجوه، ‌بل ‌يغطين ‌وجوههن ‌بالبرقع … ولا يدخل الرجال مطلقًا ـ فيما عدا بعض الأهل الأقربين ـ إلى مسكن السيدات … ولم يستطع الرحالة السابقون على الغزو أن يتعرفوا على أحوال سيدات الطبقة المسيطرة، وذهبت أدراجَ الرياحِ كلُّ توسلاتهم اللحوح؛ فلم يكن عظماء مصر ليسمحوا لأحد بأن يتطلع إلى جمال زوجاتهم»
في أوائل القرن العشرين، لم يكن النقاب ممارسة تقتصر على المسلمين، بل كانت ترتديه نساء نخبيات مسلمات ومسيحيات.

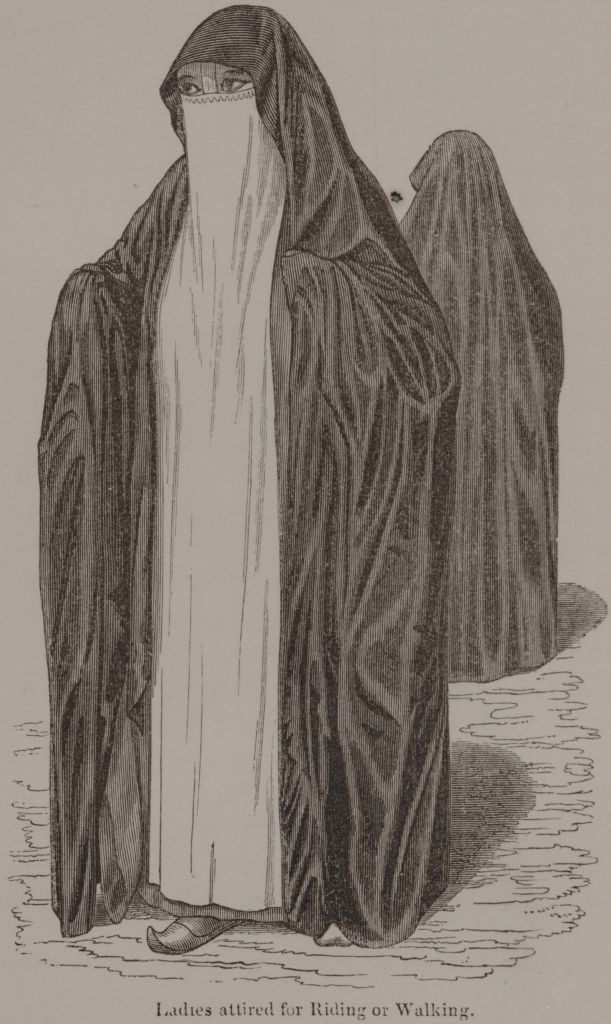
هذه صورة لنساء من الطبقة العليا في كتاب للمستشرق البريطاني إدوارد وليام لين في عام 1833

### رفاعة الطهطاوي في فرنسا
أول ظهور لقضية السفور كان مع تأسيس محمد علي باشا (1769م - 1849م) الدولة المصرية الحديثة، وما ارتبط بها من إرسال البعثات التعليمية إلي أوروبا عموما، وفرنسا خصيصًا. كان رفاعة الطهطاوي (1801م - 1873م) إماما للبعثة إلى فرنسا وفتن رفاعة الطهطاوي بثقافة الغرب ويظهر هذا في كتابه الشهير (تخليص الإبريز في تلخيص باريز) سنة 1834م. تظهر في كتابات رفاعة الطهطاوي أنه فتن بشدة بالنساء الفرنسيات من حيث سفورها واختلاطها بالرجال في مجالات الحياة الاجتماعية المختلفة. سفور المرأة الفرنسية وملبسها قد فرض نفسه علي عقل رفاعة، خصوصا أنه عاش عالم هذه المرأة الفرنسية، خمس سنوات. وكان علي رفاعة أن يقبل هذا الحضور المتعين للمرأة أو يرفضه. ونعرف من كتاب رفاعة أنه اتخذ مبدأ التحسين والتقبيح العقليين عند المعتزلة أساسا لقبول أو رفض ما رآه في فرنسا، ومنه زي المرأة الفرنسية وسفورها. وقد أعمل رفاعة عقله في سفور المرأة، فرأي أنه شيء مقبول مخالفا بذلك القرآن الكريم وسنة رسول الله ﷺ.

### الحجاب أثناء الحركة القومية
نشب النقاش حول وضع المرأة المصرية والحجاب في مطلع القرن العشرين. في خضم حركة القومية المصرية، تم فحص وضع المرأة المصرية من قبل الأجانب والمصريين على حد سواء ليجادلوا ما إذا كانت مصر متقدمة بما فيه الكفاية لحكم نفسها دون الاحتلال البريطاني. وبالتالي، اضطر المصريون الغربيون المتعلمون وغيرهم من الشخصيات البارزة في الحركة الوطنية المصرية إلى إعادة النظر في ممارسات الحجاب، وعزل النساء، والزواج المنظم، وتعدد الزوجات، والطلاق.

#### موقف القوميين الذكور من البرقع
وبالنسبة للنخبة القومية وأيضاً بالنسبة للمستعمرين، فإن الحجاب والفصل كانا يرمزان إلى تخلف المجتمع الإسلامي ونقصه.قاسم أمين (1882-1908)، المحامي المصري ذو التعليم الغربي، كان واحدا من مؤسسي الحركة القومية المصرية وكان واحدا من الشخصيات الرئيسية في نقاش القرن الماضي حول المرأة والمجتمع. أطلق عليه اسم «محرر المرأة المصرية»، أثار نقاشاً حاداً عندما نشر كتابه «تحرير المرأة» في عام 1899. ويعتبر هذا الكتاب على نطاق واسع بداية معركة الحجاب التي تحرض الصحافة العربية.

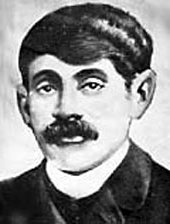
قاسم أمين، "أبو النسوية العربية"

في كتابه، حث أمين المجتمع الإسلامي على التخلي عن تخلفه المتأصل ومتابعة المسار الغربي للنجاح. وكان تغيير العادات المتعلقة بالمرأة عنصرا أساسيا في تحقيق التحول الثقافي المنشود في المجتمع المصري. وعلى وجه الخصوص، كان الحجاب يعتبر «حاجزا كبيرا بين النساء ونهضتهن، وبالتالي كان حاجزاً بين الأمة وتقدمها».
يصف النساء في حرملك الإمبراطورية العثمانية بأنهن «ليس لهن دور في الحياة العامة، ولا دور في الحياة الدينية، ولا مشاعر الوطنية، ولا أية مشاعر».
وكان أمین يدعي أن «مع ارتفاع الوضع الاجتماعي والاقتصادي للمرأة، فإن جھلھن یزید» حيث قام بتمجيد المرأة الفلاحة التي قادت حیاة نشطة اقتصادیا بالمقارنة مع المرأة المنعزلة من الطبقة العلیا.
لكن قاسم أمين الرجل الذي دعا المرأة المصرية إلى نزع الحجاب فشل في إقناع زوجته بأن تنزع حتى النقاب. لقد ظلت زوجته متمسكة بوضع الحجاب على وجهها إلى ما بعد أن نزعت أغلب المصريات حجابهن. هذه التفاصيل ذكرها مصطفى أمين في كتابه «من واحد لعشرة». في وقت نشر كتاب قاسم أمين تعرض لهجوم شديد جدا لأن كل النساء وقتها كانت منتقبات.
هناك شخصية مشهورة جداً قامت بالدفاع عن الحجاب، وهو محمد طلعت حرب الاقتصادي المعروف، فإنه ألف أول كتاب في الرد على قاسم أمين، واسم الكتاب (تربية المرأة والحجاب) استنكر عليه دعوته ودافع فيه عن الحجاب والنقاب وقال: «إن رفع الحجاب والاختلاط كلاهما أمنية تتمناها أوروبا من قديم الزمان لغاية في النفس يدركها كل من وقف على مقاصد أوروبا في العالم الإسلامي.».
لم تكن الدعوة للسفور وقتها سهلة ففي بيت سعد زغول إن معاصريه ما كانوا ليسمحوا لزوجاتهم برؤية أصدقائهم ولا يذكر أحد من أصدقاء عدلي يكن باشا أنه رأى وجه زوجته بل الأغرب من هذا كله أن قاسم أمين زعيم تحرير المرأة كان يتردد باستمرار على بيت سعد زغلول ويتناول الغداء معه ومع صفية ولكن زوجة قاسم أمين لم تحضر هذا الغداء الدوري ولا حتى مرة واحدة.

#### مناقشة نساء الطبقة العليا حول البرقع
في وقت مبكر من السبعينيات والثمانينيات من القرن التاسع عشر، قبل تطور النسوية في مصر، كانت النساء المصريات ينشرن كتاباتهن ويشاركن في الخطابة. وخلافا لموقفها في الخطاب النسوي، لم يكن الحجاب محوريا في النسوية المنظمة للمرأة في ذلك الوقت.
وردا على كتابات المصريين المتأثرين بالثقافة الأوروبية، والذين دعوا إلى رفع الحجاب عن النساء، رأت ملك حفني ناصف (1886-1918)، سيطرة وهيمنة الذكور ومعارضة الحجاب، وقد عارض كشف الحجاب الإلزامي
هدى شعراوي (1947-1947)، وهي ناشطة نسوية وقومية مصرية رائدة، كانت متزوجة من علي شعراوي، وصفت في مذكراتها بأنها واحدة من آخر النساء المصريات من الطبقة العليا. وقالت انها ستكون واحدة من النساء الذين سيجلبون أخيرا نهاية هذا الهيكل. على الرغم من أن هدى شعراوي ذهبت إلى الصالونات الأدبية النسائية الناشئة حيث أجرت نساء النخب الغربية والمصرية مناقشات حول ممارسات مثل الحجاب، اختارت البقاء في غرفة منفصلة في هذه الاستقبالات ورفضت حضور أحزاب مختلطة.
 في هذه الصالونات، هاجمت النساء الغربيات «النقاب» حيث أن «المرأة المصرية يمكنها ممارسة الأفعال غير المقبولة وراء قناع، ولكن لأن أعمال المرأة الأوروبية كانت مرئية، فإن سلوكهم كان أفضل».

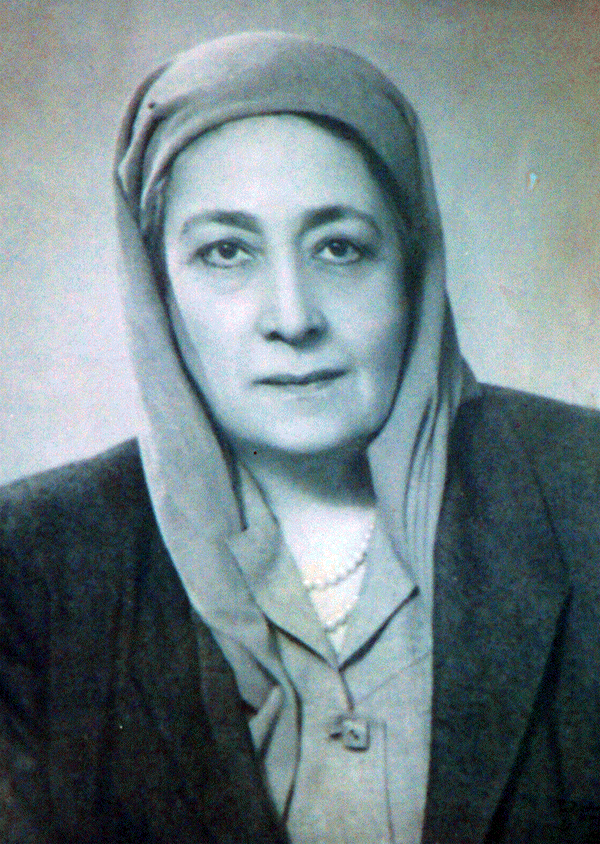
هدى شعراوي بالحجاب

وهكذا، عندما أعلنت عن بدء نضال نسوي منظم يدعى الاتحاد النسوي المصري، أشارت شعراوي إلى أن النساء المصريات يدعون إلى استعادة حقوقهن المفقودة واستعادة تراثهن الوطني، وليس تقليد الغرب.
ووفقا لمارجوت بدران، محررة ومترجمة مذكرات هدى شعراوي، "سنوات الحريم"، فإن هذا العمل يشير إلى نهاية نظام الحرملك في مصر وبدء نخبة النساء اللواتي يدخلن في الحياة العامة. هذا من شأنه أن يبدأ حركة بين النساء من الطبقة العليا للتخلي عن البرقع "والتحرك في جميع أنحاء المدينة دون غطاء. ليس فقط أن النساء مثل شعراوي يزيلن أنفسهن من عزلة عالم الحرملك، ولكنهن انضمن تماما إلى أزواجهن القوميات في الثورة المصرية التي قادها الذكور ضد الاحتلال البريطاني.

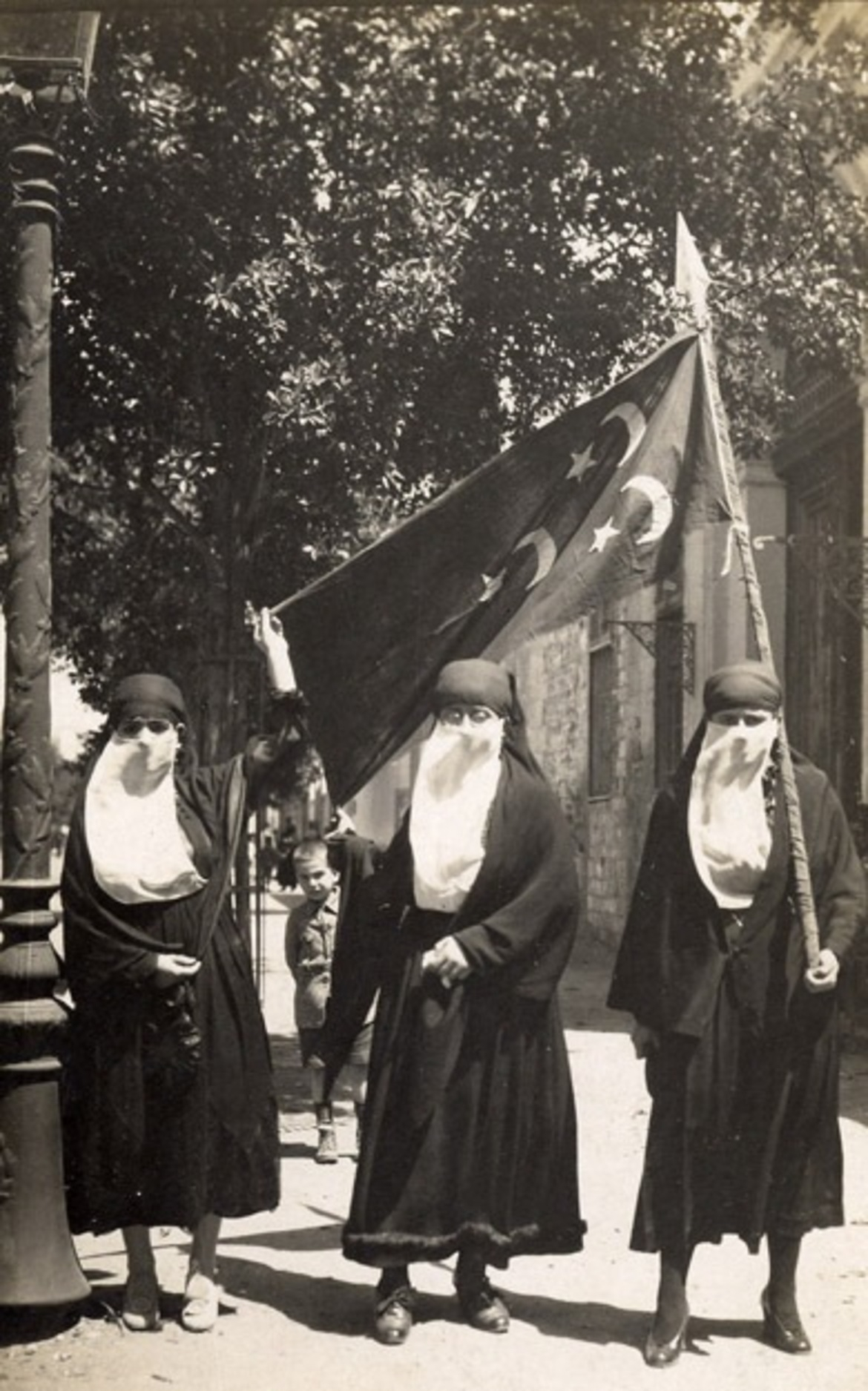
نساء من الطبقة العليا، مسلمون وأقباط انضموا إلى الحركة القومية المصرية التي ترتدي "النقاب" (مظاهرة، 1919)

وفي عام 1925، أسس الاتحاد المصري للمجلات مجلة "ليغاليان" الفرنسية التي ناقشت خلع النقاب في الشرق الأوسط. في نهاية المطاف، فإن غطاء الوجه تراجع في مصر، وبحلول أواخر الثلاثينات اختفي.

## النقاب وصعود الحركة الإسلامية في مصر
إن العلاقة بين الحكومة المصرية والحركة الإسلامية للإخوان المسلمين والأزهر -والذي يعتبر المؤسسة الأولى في العالم الإسلامي لدراسة السنة والشريعة - أثرت على رد الفعل على الرمز المحافظ للنقاب.
جمال عبد الناصر، (1918-1970) كان الرئيس الثاني لمصر من 1956 حتى وفاته. من خلال القومية العربية والاشتراكية العربية، أعطى ناصر العلمانية عقداً جديداً للحياة عندما كانت نسخة النظام القديم راسخة.
بعد محاولة اغتيال ناصر في عام 1954 من قبل أحد أعضاء الإخوان المسلمين ألغى ناصر جماعة الإخوان وسجن الآلاف من أعضائها. وتم حل جماعة الإخوان، ففر معظم قادتها إلى بلدان عربية أخرى.
في عام 1961، جعل ناصر مؤسسات دينية تقليدية، مثل تقسيم الأوقاف الدينية والجامعة الإسلامية في أجزاء الأزهر ضمن بيروقراطية الدولة.
ومنذ ذلك الحين، أنشأت الحكومة المصرية مجموعة متنوعة من الأجهزة الحاكمة للإشراف على أنشطة المساجد، تحت إشراف وزارة الشؤون الدينية.
ويرجع الكثيرون صعود الحركة الإسلامية في مصر إلى العديد من المصريين الذين أصبحوا غير راضين عن النظام العلماني لجمال عبد الناصر وحركته القومية العربية الفاشلة.
ردا على خسارة مصر الكارثية ضد إسرائيل في 1967 في حرب 1967، وفشل العلمانية على ما يبدو، كان هناك أيضا دفعة للعودة إلى الهوية الإسلامية في مصر.
هذه الحركة الإسلامية صمدت بشكل خاص مع جيل الشباب وخريجي الجامعات والمهنيين الشباب، الذين بدأوا في ارتداء أشكال مختلفة في العلن، حيث كانوا من غالبية سكان المناطق الحضرية المتزايدة من الطبقة الوسطى وحتى الطبقة العليا، الذين كانوا يرتديون الملابس الغربية منذ الثلاثينيات.

### صعود الحركة الإسلامية في الجامعات
بعد وفاة ناصر في عام 1970، أنور السادات (1918-1981) أسس شرعيته السياسية من خلال مواجهة اليسار. وحاول استراتيجياً صنع السلام مع الإسلاميين، والإفراج تدريجياً عن أعضاء الإخوان المسلمين، ولم يعيق استيلاء الإسلاميين على اتحادات طلاب الجامعات. خصوصا بعد خيبة الأمل التي جلبتها حرب أكتوبر عام 1973، حيث زاد الإسلاميين بثبات تأثيرهم وشعبيتهم في جامعات مثل جامعة القاهرة. وفيما يتعلق بالطلاب المشردين من المقاطعات التي لديها آفاق عمل خافتة، فإن الجماعات الإسلامية في الحرم الجامعي تقدم شعورا بالمجتمع، وتعقد جلسات دراسية، ونوادي مخصصة للأنشطة الدينية لمواجهة النوادي الترفيهية والاجتماعية، والمساعدة العملية في المشاكل المشتركة.
كما قدموا الحماية للنساء من مضايقة الذكور في الحافلات المعبدة وقاعات المحاضرات عن طريق ترتيب خدمات السارات الناقلة الصغيرة ومقاعد منفصلة في الصف. وقد أطلق على أولئك الذين انضموا إلى الحركة الدينية اسم «متدينين»، والذي استخدم للإشارة إلى النساء والرجال الذين تبنوا مظهراً جديداً مختلفاً عن القاعدة العظمي للمصريين في المناطق الحضرية، وتصرفوا بشكل متحفظ في الأماكن العامة.
وبينما كان الجلباب واللحى طويلة رمزا للإسلاميين الذكور الحازمين في الحرم الجامعي، كان لباس المرأة الرمز الأكثر وضوحا للحركة الإسلامية.

### حركة الحجاب المعاصرة
كانت حركة الحجاب المعاصرة واضحة عندما بدأت النساء اللواتي لم تتحجب أمهاتهن بارتداء أشكال مختلفة من غطاء الرأس مثل الحجاب، والخمار، وهو غطاء الرأس الذي يغطي الشعر ويسقط على الصدر والظهر. وأضاف البعض النقاب، وكان الأكثر تطرفاً ارتداء قفازات وجوارب معتمة لتغطية اليدين والقدمين.
ويرجع كثير من العلماء صعود اللباس الإسلامي للمرأة إلى إمكانية الحصول على التعليم العالي للنساء من الطبقة الوسطى والدنيا الذين كانوا جديدين في القاهرة، وشعروا بعدم الارتياح مع الموضات الغربية. ومع ذلك، فإن شكاوى الأمهات من الطبقة الأرستقراطية حول بناتهن اللواتي يرتدن ملابس إسلامية تصور أن هذه الحركة لم تقتصر على الطبقة الوسطى والدنيا فقط.
وهناك أسباب أخرى لشرح السبب الذي جعل النساء يرتدين لباس إسلامي، بما في ذلك: الراحة، والتحلي بالتقوى والنقاء، والتأكيد على القيم الأصلية، ورفض القيم الغربية، والتمرد علي إرادة الوالدين، أو لتجنب التحرش من قبل الذكور، وتوفير المال.
وخلافا لنخبة النساء في بداية القرن العشرين اللواتي كن محجبات ومنعن من المشاركة العامة في المجتمع، فإن هؤلاء النساءاصلن نشاطهن وظاهراتهن في المجتمع العام، والتحقن بالتعليم العالي، وتخصصن في المجالات المهنية. وبصرف النظر عن دوافعهم المتنوعة لتبني الملابس الإسلامية، فإن ما ترتديه النساء أصبح أكثر من بيان سياسي. وبحلول الثمانینیات، عندما أصبحت الحرکة الدینیة أکثر من قوة سیاسیة معارضة، تم استبدال کلمة متدينيين ب الإسلاميين. الأزهر، الذي كان المقعد الإسلامي للتعلم والمنح الدراسية في القاهرة، لم يكن مستعدا لحركة من هذا القبيل للظهور.

#### حظر الإخوان المسلمين و «النقاب» من الجامعات
وعلى الرغم من تعهد السادات بالامتثال للشريعة، وشجع مجلس الشعب على وضع قوانين مدنية وجزائية وتجارية وإجرائية تستند علي الشريعة، فإنه فقد بسرعة ثقة الإسلاميين بعد توقيع اتفاقية السلام عام 1979. كما أن الإسلاميين كانوا ملتحقين بقانون جديد، برعاية زوجة الرئيس، والتي يمنح المرأة الحق في الطلاق في عام 1979.

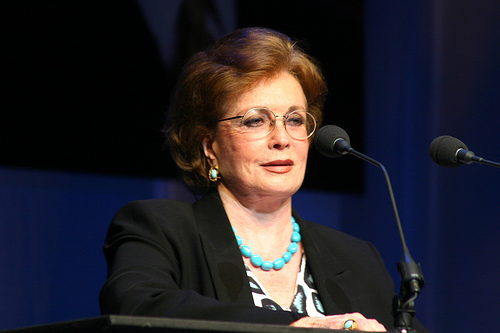
جيهان السادات، سيدة مصر الأولى، تناقش إصلاح قانون الأسرة في مصر.

في خطابه الأخير سخر السادات من العبادة الإسلامية التي ترتديها النساء المتدينات، والتي وصفها بأنها «خيمة». ردا على سلسلة من المظاهرات التي نظمها الإسلاميون، حظر السادات المنظمات الطلابية الإسلامية وحظر على النساء ارتداء «النقاب» في حرم الجامعات المصرية.
بعد اغتيال السادات من قبل الإسلاميين في عام 1981، أعدم الرئيس مبارك قاتلي السادات وأبقى ساريا على القيود المفروضة على الأنشطة الطلابية عام 1979 وفرض حالة الطوارئ في سبتمبر 1981.
بعد حوادث الإرهاب في مصر في مصر من قبل الإسلاميين، قامت الدولة المصرية تحت قيادة حسني مبارك على نحو متزايد بإصلاحات لتنظيم الممارسات الإسلامية وضمان أن تتخذ شكل معتمد من الدولة.
(ومع ذلك، فإن التضخم المرتفع الذي جدث في مصر بعد أن فتح الرئيس أنور السادات الباب أمام الاستثمار الأجنبي، وشكل الإسلام الأكثر تحفظا الخليج العربي عندما هاجر العديد من المصريين إلى دول الخليج العربي الغنية بالنفط بحثا عن عمل.

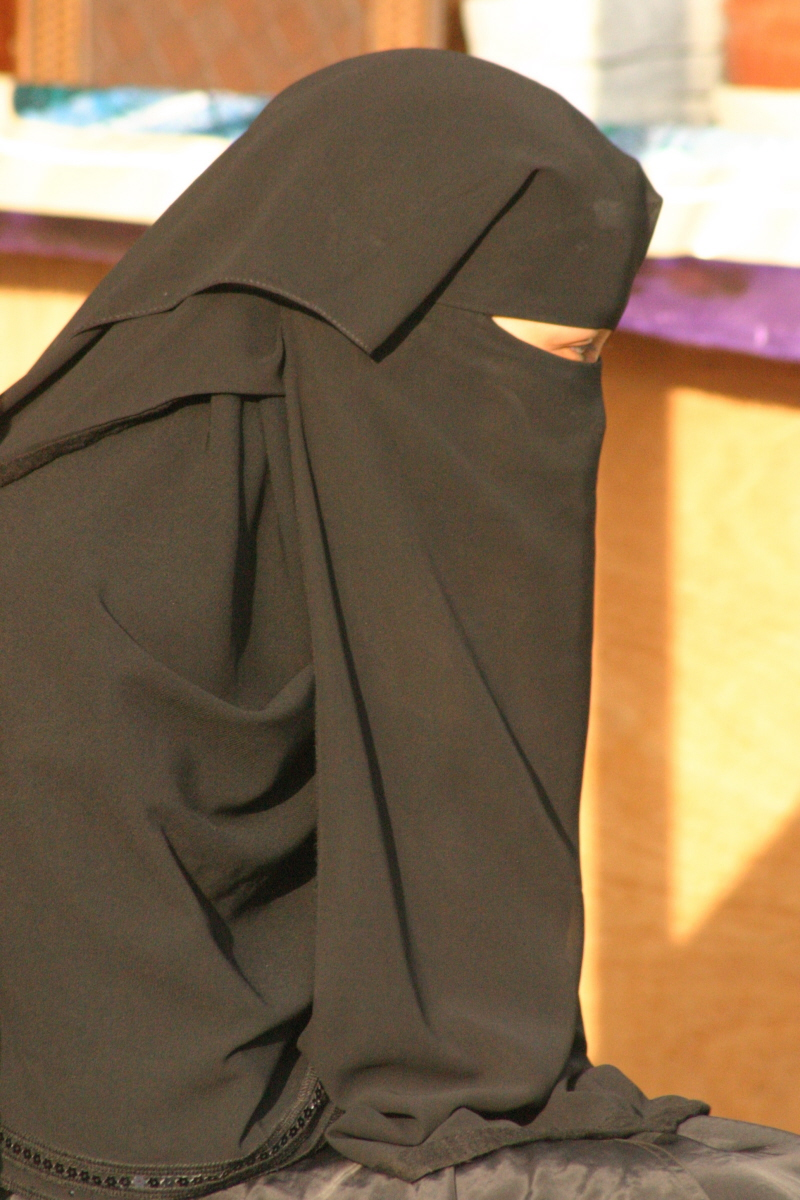
العديد من النساء المصريات اللاتي يعشن في المملكة العربية السعودية يعودن إلى مصر بعد اعتماد النقاب

## حوادث مثيرة للجدل حول النقاب
على مدى العقدين الماضيين الذي بدأ فيهما النقاب أن يظهر بشكل أكبر في شوارع مصر، أدى النقاش حول ما إذا كان النقاب مناسبا إلى ردود فعل عاطفية عالية من المجتمع والعاصفة الإعلامية المحيطة به. هذه الآثار تصور كيف أن النقاش حول النقاب ليس قضية معزولة أو صراع معزول بين من يرتدون النقاب والحكومة. ويعكس الجدل حول «النقاب» الحرب الأكبر ضد تهديد التطرف والعنف الذي أدى إلى حملة واسعة النطاق من قبل الحكومة واعتقالات واسعة النطاق، ليس فقط للمتطرفين المشتبه بهم ولكن الإسلاميين المعتدلين. واعتبرت الحكومة التعليم «قضية أمن وطني»، وشرعت في وضع سياسات حول «النقاب» لمواجهة تهديد الأصوليين.

### الجامعة الأمريكية بالقاهرة
في عام 2000، اندلع خلاف حول النقاب في الجامعة الأميركية في القاهرة عندما كانت طالبة ترغب في أن يكون وجهها محجوباً تماماً، حيث أنه في ذلك الوقت لم يسبق لهذه الواقعة أن تحدث في هذه المؤسسة. وفي عام 2001، أعلنت الجامعة الأمريكية رسميا فرض حظر على النقاب. وأيدت موقفها بالاقتباس من لائحة عام 1994 التي وضعتها وزارة التربية والتعليم والتي تعتبر النقاب غير ملائماً في المؤسسات الأكاديمية. .
وفي وقت لاحق من العام نفسه، تم منع دخول هبة الزيني الطالبة بالدراسات العليا في جامعة الأزهر من الدخول إلى مكتبة الجامعة الأمريكية بنقابها بسبب مشكلة تحديد الهوية التي يمكن أن يشكلها النقاب. محاميها، الزيات جادل ضد هذا عندما اقترح أن يكون هناك امأة اعمل كضابط يمكنها أن تتفقد هوية المرأة.
حكمت المحكمة لصالح الزيني وألزمت الجامعة بالسماح للطلاب بارتداء الحجاب في الحرم الجامعي.

### جدل الأزهر
في 3 أكتوبر / تشرين الأول 2009، في جولة في مدرسة للبنات في الأزهر، أشار شيخ الأزهر محمد سيد طنطاوي، المشار إليه أيضا باسم طنطاوي، إلي طالبة تبلغ من العمر 11 عاما لإزالة النقاب، قائلا أن «النقاب ليس سوى عرف ولا علاقة له بالإسلام». لم تتوقف الواقعة عند ذلك فقد أثارت جدلا واسعا حيث أن الشيخ محمد سيد طنطاوي استخدم يده لإجبار الطالبة على خلع نقابها وسخر منها بعد رؤيته وجهها بقوله أنها "ليست جميلة" في واقعة تم توثيقها وتصويرها من الصحافة.
وبعد أربعة أيام، أصدر المجلس الأعلى للأزهر، الذي ترأسه طنطاوي، قرارا يحظر ارتداء النقاب في جميع الفصول الدراسية والمساكن في الأزهر. وينطبق هذا الحظر على جميع المستويات: المدارس الابتدائية، والمدارس الثانوية، والكليات.

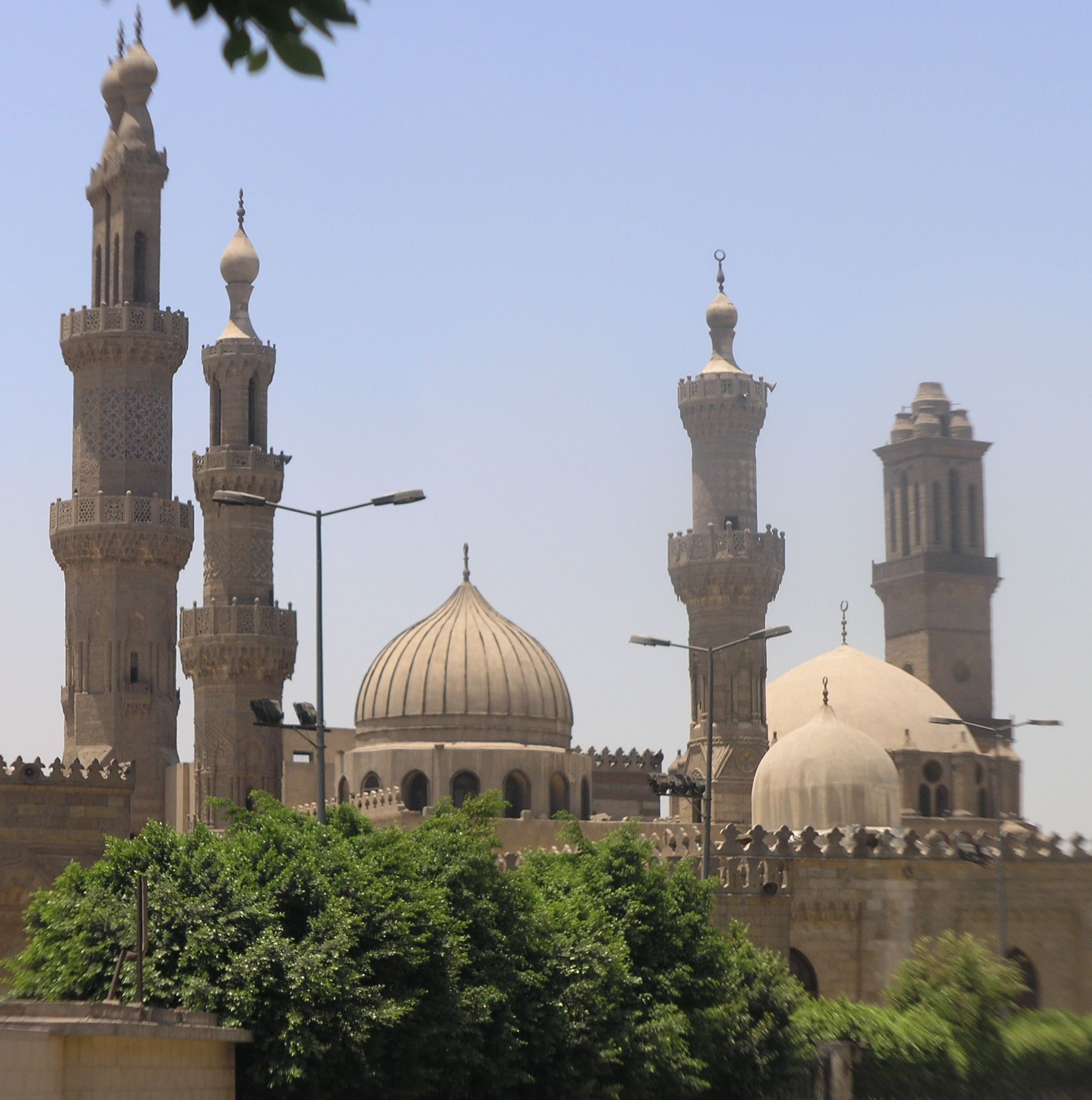
في تشرين الأول / أكتوبر 2009، حدث خلاف حول "النقاب" في جامع الأزهر والجامعة

وأوضح الشيخ طنطاوي أن المرأة ترتدي النقاب حتى لا يرى الرجل وجهها، وأنه من غير المنطقي تماما أن تلبسه حيث توجد النساء فقط. وشدد على أن هذا القرار اعتمد على رأي أغلبية رجال الدين بأن وجه المرأة ليس مخزيا. وأكد المجلس أنه ليس ضد هذه الممارسة، ولكنه لم يعتبر النقاب التزاما إسلاميا.
في المقابل اعترض علماء المسلمين من داخل الأزهر وخارجه على قرارات محمد سيد طنطاوي.
وأعلن هاني هلال وزير التعليم العالي في وقت لاحق أن النقاب لن يسمح له أيضا بأماكن مبيت النساء في الجامعات الحكومية لأسباب أمنية. وقال الوزير إن القرار جاء بعد خمسة عشر حادثة تم فيها القبض على الرجال الذين كانوا يحاولون الدخول إلى هذه المناطق متنكرين كنساء. وأوضح هلال أنه كان مسموحاً للفنيات بارتداء النقاب في الحرم الجامعي. ومع ذلك، كان على الطلاب خلع النقاب عند دخول القاعات، وذلك لحماية الفتيات من الرجال الذين قد يدخلون المنطقة متنكرين في زي النساء. وفي كانون الأول / ديسمبر 2009، طرد رئيس جامعة عين الشام الطلاب الذين يرتدون النقاب من بيت الشباب الجامعي. وأيدت محكمة العدل الإداري حق الطلاب الذين يرتدون الحجاب في الإقامة في مهاجع الفتيات في الجامعات الحكومية، وأوقفت القرار، قائلة إن هذا الطرد يشكل انتهاكا للحرية الشخصية وينتهك الحق في التعليم، بما في ذلك الحق في المساواة في الوصول إلى الخدمات والمباني الجامعية.

#### رد الفعل العام
وقد أدى قرار الأزهر إلى إجراء مناقشات ساخنة في وسائل الإعلام، ومناقشات حول الدين، والحرية الشخصية، ودور المؤسسات الدينية في المجتمع، وهوية المجتمع المصري. وعلى الرغم من أن هذا القرار لم يكن أول قرار بشأن ارتداء النقاب، إلا أن حقيقة أن هذا الأمر جاء من أعلى مقعد في التعليم الإسلامي في مصر، مما أثار تساؤلات من كل من المحافظين وحملة الحرية المدنية.

ودعا الناشطون في الحقوق من المبادرة المصرية للحقوق الشخصية إلى حظر التعدي على الحريات الشخصية حيث «وفقا للدستور، لا يحق لأحد أن يجبر النساء على عدم ارتداء النقاب».
وكان الطلاب الذين يرتدون النقاب غاضبين عندما تعرضوا لإزالة نقابهم عند مدخل الأمن، ولكن منعن من البقاء في المهاجع إذا ارتدين النقاب.
كما شكك الإخوان المسلمين في السلطة القانونية للحكومة على الأزهر. وقال زعيمهم إن طنطاوي ليس له الحق في اتخاذ أي قرارات للحد من حرية النساء في ارتداء ما يرونه تعبيرا عن التدين، وخاصة في أسس مؤسسة دينية.
وقال الباحث الإسلامي يوسف القرضاوي أن النقاب ليس التزاما دينيا وأن الدولة ليس لها الحق في تقييد النساء من اعتماد هذا النوع من اللباس.
ويعتقد معارضو حظر النقاب أن حظر النقاب لأسباب أمنية هو أمر مخادع. حيث كانت الحكومة، من وجهة نظرهم، من خلال وزارة التربية والأزهر، تستهدف ارتداء النقاب نفسه.

#### حظر النقاب خلال الامتحانات
وعلى الرغم من أن حظر النقاب اقتصر على أماكن تواجد الإناث، إلا أن حظر النقاب للأزهر لا يزال يثير الجدل العام. غير أنه في كانون الثاني / يناير 2010، امتد الحظر إلى أماكن مختلطة. سمحت محكمة القضاء الإداري للجامعات بحظر الطالبات اللواتي يرتدن النقاب من امتحانات منتصف العام. وقالت المحاكم إنها لا تهدف إلى الحد من حريات المرأة ولكنها تدعي أن النقاب يسمح للطلاب بالتنكر كطلاب آخرين، لذلك فإن حظره في الامتحانات يكفل تكافؤ الفرص لجميع الطلاب. وقد منع رؤساء جامعات عين شمس والقاهرة وحلوان أكثر من 200 طالبة يرتدين النقاب من حضور الامتحانات. وظلت احتجاجات النساء اللواتي يرتدن النقاب ويحظرن أخذ امتحاناتهن أمام الجامعات.
وقد رفعت هذه الطالبات دعاوى قضائية تطالبهن بالقبول في امتحاناتهن بعد التحقق من هويتهن. واقترحت بعض الفتيات أن النساء اللواتي يرتدين النقاب يمكن أن يذهبن جميعا في غرفة واحدة، ويكشف عنهن النقاب ويتم التعرف عليهن.

### حظر ارتداء الفتيات النقاب بالمدارس الحكومية والخاصة
في سبتمبر 2023 قررت وزارة التربية والتعليم المصرية منع الطالبات في المراحل الدراسية قبل الجامعة من ارتداء النقاب، وحددت ضوابط لارتداء الحجاب، وأرسلت الوزارة القرار إلى المديريات التعليمية في جميع المحافظات، ما أثار جدلًا على منصات التواصل الاجتماعي.

## وصلات خارجية
- الحجاب بين الدين والمجتمع بقلم الدكتور عبد الوهاب المسيري رداً على تصريحات وزير الثقافة
- حجاب المرأة: الحيثيات الحضارية والدلالات النصية - موقع إسلام أون لاين.
- لماذا فُرض الحجاب؟
- موقع يوم الحجاب العالمي «حماسنا»
- حملة عالمية لنزع الحجاب
- مصير الحجاب في تونس !! بقلم د. راغب السرجاني، قصة الإسلام
- حكم النقاب - دار الإفتاء المصرية
- النقاب عادة وليس عبادة - الشيخ الدكتور سالم عبد الجليل على يوتيوب
- الدكتورة آمنة نصير: النقاب موروث ثقافي من الشريعة اليهودية على يوتيوب
- برنامج قلوب عامرة - حكم خلع النقاب - د. نادية عمارة على يوتيوب
- برنامج فقة المرأة - د. سعاد صالح - حكم إرتداء النقاب أثناء أداء فريضة الحج على يوتيوب